# Christian Kalvenes
Christian Kalvenes (* 8. März 1977 in Bergen) ist ein ehemaliger norwegischer Fußballspieler.

## Vereinskarriere

### Karrierebeginn in Norwegen
Kalvenes begann seine Karriere in der Jugend des kleinen IL Varegg aus seiner Heimatstadt Bergen. 1995 erhielt er beim Großklub Brann einen Profivertrag, kam aber in 3 Jahren zu lediglich einem Einsatz in der Profimannschaft.
1998 wechselte er daraufhin in die dritthöchste norwegische Spielklasse zu Åsane IL. Bei Åsane erlangte er auf Anhieb einen Stammplatz, wurde einmal 3ter und zweimal Vizemeister in der 2. Division Gruppe 1. Durch seine konstanten Leistungen erhielt er in Folge ein Vertragsangebot des Zweitligisten Sogndal IL, welches er annahm.
Gleich in seiner Debütsaison schaffte er daraufhin einen Relegationsplatz und in Folge auch den Aufstieg in die Tippeligaen. Es folgten drei Spielzeiten, die er mit Sogndal überraschend im Mittelfeld der Liga verbrachte, ehe ihn Brann Bergen ein Angebot zur Rückkehr unterbreitete.
Kalvenes beschloss es noch einmal bei seinem „Herzensverein“ zu versuchen und unterschrieb. Es folgten drei Seuchenjahre. Gleich zu Beginn der Saison 2004 verletzte er sich schwer am Knie und fiel die gesamte Spielzeit aus. Nach ausgestandener Rekonvaleszenz konnte er sich in Folge keinen Stammplatz mehr erkämpfen. Insgesamt kam er in drei Vertragsjahren zu lediglich elf Einsätzen ohne Torerfolg für Brann.

### Erfolgreiche Zeit auf der Insel
Im August 2006 beschloss er daraufhin endgültig den Schlussstrich unter dem unglücklichen Kapitel „Brann Bergen“ zu ziehen und wechselte nach Schottland zu Dundee United. Gleich bei seinem Debüt für Dundee, im Ibrox Stadium gegen die Glasgow Rangers gelang ihm ein Tor zum 2:2 Endstand. Am Ende der Saison hatte Kalvenes 29 Saisoneinsätze absolviert und wurde als bester linker Außenverteidiger in die Mannschaft des Jahres der Scottish Premier League gewählt. In der Saison 2007/08 sorgte er im Januar 2009 für eine Kontroverse, als er bereits früh bekanntgab, zum Ende der Saison zurück nach Norwegen wechseln zu wollen, um näher bei seiner Familie zu sein. Im März desselben Jahres, schien er einen Sinneswandel vollzogen zu haben, da er in einem Interview eine Vertragsverlängerung nun doch für möglich hielt. Als er sich daraufhin im April abermals schwer am Knie verletzte und für den Rest der Saison ausfiel, hieß es wieder, dass es sein letztes Spiel für Dundee gewesen wäre. Trotz vieler Verletzungen, die ihn fast die ganze Saison teilweise zum Aussetzen zwangen, wurde er am Ende der Saison wieder unter die Top Verteidiger in Schottland gewählt. Es folgte eine weitere Nominierung in die Mannschaft des Jahres.
Nachdem er seinen Vertrag daraufhin nicht verlängerte, unterschrieb er im Juli 2008 beim damaligen englischen Championship-Team FC Burnley einen Zweijahresvertrag.
Der Wechsel sorgte bei den Verantwortlichen von Dundee für Verwunderung, die bis zuletzt mit dem Spieler verlängern wollten. In Folge gab er bekannt, dass es schon immer sein Traum war in England zu spielen und er deshalb seinen Plan in die Heimat zurückzukehren verwarf.
In Burnley fügte er sich auf Anhieb in eine homogene Mannschaft ohne herausragenden Spieler ein und wurde ein unverzichtbarer Teil im Defensivverbund der „Clarets“. Am Ende der Saison erreichte man mit Tabellenplatz 5 sensationell die Relegation für die Premier League. Nach Siegen gegen die favorisierten Vereine von Reading und Sheffield United, stieg man schlussendlich auch in diese auf.
Durch sein Premier-League-Debüt im August 2009, war er der erste Spieler aus Bergen, der in der höchsten englischen Spielklasse zum Einsatz kam.
Am 14. Juni 2010 unterschrieb Kalvenes zum dritten Mal in seiner Karriere bei Brann. Nach der Saison 2012 trat er zurück.

## Erfolge

### Im Verein
- 1× Meister 1. Divisjon (zweithöchste Spielklasse): 2000 mit Sogndal IL
- 1× Gewinner Football League Championship (Play-Off): 2008/09 mit FC Burnley

### Als Spieler
- 2× SPL Mannschaft des Jahres: 2007, 2008